# La elegida (telenovela colombiana)
La Elegida es una telenovela colombiana de TeVecine que fue transmitida por el Canal Uno entre 1997-1998. Protagonizada por la actriz ecuatoriana Estela Redondo y el actor colombiano Agmeth Escaf.

## Sinopsis
Lucía Valderrama es una joven inteligente y bella que se ve obligada por razones económicas y familiares, a alquilar su vientre a una pareja estéril, para que estos puedan en su interior fecundar a su futuro hijo, y a su vez ella pueda costear el tratamiento médico que requiere su madre. Lo que no previó Lucía fue que durante el proceso de gestación iba a sufrir una transformación que la cambiaría para siempre, la de mujer a madre. La lucha de Lucía por no perder a su hijo es una historia de alto dramatismo y crudeza.

## Elenco
- Estela Redondo - Lucía Valderrama
- Agmeth Escaf - José Manuel González
- Ana Soler - María Isabel
- Kepa Amuchastegui - José González de Quesada
- Rebeca López - Amalia
- Ricardo Velez - Armando González
- Magali Caicedo - Flor
- Pilar Uribe - Doctora Leslie
- Alejandra Miranda - Aurora
- Alexander Paez - Julián
- Mariela Rivas
- Marcela Gallego - Cristina Rubio
- Marisela González - Martha
- Jorge Herrera - Nelson
- Mara Echeverry - Mara Daniels
- Lucho Velasco - Santiago
- Elías Rima Nassiff - Roberto Jaramillo
- John Alex Toro
- Estefanía Gómez - Ximena Alarcón
- Alberto Palacio - Teniente Camacho
- Antonio Puentes - Detective Gutiérrez
- Alejandro Buenaventura - Teófilo Fasser
- Luis Fernando Múnera - Alfonso Yunis
- Ricardo Vesga
- Sandra Mónica Cubillos
- Lucy Colombia
- Valerie Bertagnini
- Leonor González Mina
- Alberto León Jaramillo